# Caravaca de la Cruz
Caravaca de la Cruz é um município da Espanha na província e comunidade autónoma de Múrcia. Tem 858,7 km² de área e em 2021 tinha 25 611 habitantes (densidade: 29,8 hab./km²).

## Demografia
| Variação demográfica do município entre 1991 e 2004 | Variação demográfica do município entre 1991 e 2004 | Variação demográfica do município entre 1991 e 2004 | Variação demográfica do município entre 1991 e 2004 |
| --------------------------------------------------- | --------------------------------------------------- | --------------------------------------------------- | --------------------------------------------------- |
| 1991                                                | 1996                                                | 2001                                                | 2004                                                |
| 21296                                               | 21824                                               | 22963                                               | 24179                                               |